# CLIE (制作会社)
株式会社CLIE（クリエ）は舞台や映画を企画、製作を行う日本の制作会社。
若手俳優を中心とした舞台制作を行っているが、2.5次元舞台だけでなく小説や文学などの舞台化も多い。舞台作品からの映像化を行っているが、他社のようにテレビ局やメーカーなどと組むのではなく自社のみで製作している。その為、個性的な作品が多い。出演する俳優も独特な傾向にある。
2020年5月1日に、制作会社からプロデュースユニット・株式会社Lol（）へ社名変更。

## 舞台作品

### 2010年
- 舞台版「ミラクル☆トレイン～大江戸線へようこそ～」（2010年12月、全労済ホール スペース・ゼロ）

### 2011年
- bambooプロデュース公演「in the blue』」2011年8月、SPACE107）

### 2012年
- 舞台版「ミラクル☆トレイン～大江戸線へようこそ～」 2nd approach（2012年4月、全労済ホール スペース・ゼロ）
- 舞台版「WORKING」（2012年5月、全労済ホール スペース・ゼロ）
- 舞台版「夜のミラクル☆トレイン〜大江戸線へようこそ〜」Sweet Dream Express（2012年12月、新宿FACE）

### 2013年
- 舞台版「不毛会議」（2013年1月、CBGKシブゲキ!!）
- ハンサム落語（2013年2月、シアターサンモール）
- 空想組曲 vol.10「虚言の城の王子』（2013年3月、吉祥寺シアター）
- 「メサイア」銅ノ章（2013年4月、シアターサンモール）
- 極上文學 第4弾「藪の中」（2013年6月、俳優座劇場）[3] -
- BOYS★TALK（2013年6月、全労済ホール スペース・ゼロ）
- ハンサム落語 第二幕（2013年8月、赤坂REDシアター）
- Club SLAZY（2013年9月、新宿FACE）
- 極上文學　第5弾「Kの昇天〜或いはKの溺死〜」（2013年11月、全労済ホール スペース・ゼロ）
- Club SLAZY The 2nd invitation〜Sapphire〜（2013年12月、全労済ホール スペース・ゼロ）

### 2014年
- 「ペルソナ3 the Weird Masquerade ～青の覚醒～」（2014年1月、シアターGロッソ）
- 「メサイア」白銀ノ章（2014年1月、シアターGロッソ）
- ハンサム落語 第三幕（2014年2月、東京：赤坂REDシアター / 大阪：テイジンホール）
- うさぎレストラン（2014年2月、六行会ホール）
- ハンサム落語 第四幕（2014年5月、CBGKシブゲキ!!）
- 「最遊記歌劇伝」─God Child─（2014年5月、全労済ホール スペース・ゼロ）
- 極上文學 第6弾「ドグラ・マグラ」（2014年6月、紀伊國屋ホール / 7月、紀伊國屋サザンシアター）
- 朗読劇「猫と裁判」（2014年6月、全労済ホール スペース・ゼロ）
- 「メサイア」紫微ノ章（2014年8月、サンシャイン劇場）
- 「ペルソナ3 the Weird Masquerade ～群青の迷宮～」（2014年9月、シアター1010）
- Club SLAZY The 3rd invitation〜Onyx〜（2014年10月、草月ホール）
- バカフキ!（2014年11月、全労済ホール スペース・ゼロ）
- 極上文學 第7弾「走れメロス」（2014年12月、東京：草月ホール / 大阪：大阪ビジネスパーク円形ホール）
- BOYS★TALK2（2014年12月、サンシャイン劇場）

### 2015年
- ハンサム落語 第五幕（2015年2月、東京：赤坂REDシアター / 大阪：テイジンホール / 福岡：アクロス円形ホール / 東京凱旋：CBGKシブゲキ!!）
- 極上文學 第8弾「草迷宮」（2015年3月 - 4月、東京：紀伊國屋ホール / 大阪：梅田芸術劇場シアター･ドラマシティ）
- 「メサイア」翡翠ノ章（2015年5月、東京：サンシャイン劇場 / 神戸：新神戸オリエンタル劇場）
- 「ペルソナ3 the Weird Masquerade ～蒼鉛の結晶～」（2015年6月、シアターGロッソ）
- ハンサム落語 第六幕（2015年6月 - 7月、東京：CBGKシブゲキ!! / 大阪：テイジンホール / 東京凱旋:CBGKシブゲキ!!）
- ミュージカル「八犬伝―東方八犬異聞―」（2015年8月、シアターサンモール）
- 「メサイア」鋼ノ章（2015年9月、東京：シアターGロッソ / 神戸：新神戸オリエンタル劇場）
- 極上文學 第9弾「高瀬舟･山椒大夫」（2015年10月、東京：CBGKシブゲキ!! / 大阪：大阪ビジネスパーク円形ホール）
- Club SLAZY The 4th invitation〜Topaz〜（2015年12月、東京：全労済ホール スペース・ゼロ / 大阪：ABCホール）

### 2016年
- おん･すてーじ「真夜中の弥次さん喜多さん」（2016年1月、東京：シアターGロッソ / 大阪：サンケイホールブリーゼ）
- ハンサム落語 第七幕（2016年2月、東京：赤坂REDシアター / 大阪：テイジンホール / 東京凱旋：CBGKシブゲキ!!）
- 浪漫活劇譚「艶漢」（2016年3月、シアターサンモール）
- 烈!バカフキ!-Let's BAKAFUKI-（2016年4月、Zepp ブルーシアター六本木）
- MUSICAL「魔界王子--devils and realist-」（2016年4月、全労済ホール スペース・ゼロ）
- 極上文學 第10弾「春琴抄」（2016年6月、東京：全労済ホール スペース・ゼロ　/　大阪：大阪ビジネスパーク円形ホール）
- CLUB SLAZY –Another world-（2016年7月、新宿FACE）
- 歌謡倶楽部「艶漢」（2016年8月、サンシャイン劇場）
- インフェルノ（2016年9月、シアターGロッソ）
- ハンサム落語 第八幕（2016年11月）
- ミュージカル「八犬伝―東方八犬異聞―」2章（2016年11月、全労済ホール スペース・ゼロ）
- 極上文學　第11弾「人間椅子／魔術師」（2016年冬、東京：全労済ホール スペース・ゼロ / 大阪：近鉄アート館）
- CLUB SLAZY –The Final invitation〜Garnet〜（2016年12月、品川プリンスホテル クラブeX）

### 2017年
- ミュージカル「しゃばけ」（2017年1月、紀伊国屋サザンシアター）
- PERSONA3 the Weird Masquerade　第4弾「藍の誓約」、最終章「碧空の彼方へ」（2017年4月、シアターGロッソ）
- 文劇喫茶シリーズ第一弾「それから」（2017年5月、俳優座劇場）
- おん･すてーじ「真夜中の弥次さん喜多さん」双（2017年6月、全労済ホール スペース・ゼロ）
- ミュージカル「しゃばけ」弐　～空のビードロ・畳紙～（2017年9月、紀伊國屋ホール）
- 舞台「北斗の拳 -世紀末ザコ伝説-」（2017年9月、シアターGロッソ）
- ハンサム落語 第九幕（2017年10月）
- MUSICAL「魔界王子-devils and realist-」the Second spirit（2017年11月、新宿FACE）
- 浪漫活劇譚「艶漢」第二夜（2017年12月、東京：俳優座劇場 / 大阪：味園ユニバース）

### 2018年
- ハダカ座公演 vol.1「ストリップ学園」（2018年1月、新宿FACE）
- Like A（2018年2月、新宿FACE）
- 極上文學　第12弾「風の又三郎・よだかの星」（2018年3月、紀伊國屋ホール）
- ミュージカル「しゃばけ」参 〜ねこのばば〜（2018年4月・5月、東京シアターサンモール・大阪大阪ビジネスパーク円形ホール）
- おん･すてーじ「真夜中の弥次さん喜多さん」三重（仮）（2018年6月シアターGロッソ）
- 「最遊記歌劇伝」-異聞-（2018年初秋、東京）
- ハンサム落語 第十幕（2018年秋）

## LIVE
- MASH UP! vol.1（2011年11月、初台the Doors）
- MASH UP! vol.2（2012年3月、Shibuya Milkyway）
- MASH UP! vol.3（2012年7月、原宿ASTRO HALL）
- MASH UP! vol.4（2012年10月、渋谷WWW）
- MASH UP! vol.5（2013年1月、代官山UNIT）
- MASH UP! vol.6（2013年12月、渋谷CLUB CRAWL）
- LUV SLAZY（2014年4月、shibuya DUO music exchenge）
- LUV SLAZYⅡ（2015年4月、恵比寿LIQUIDROOM）
- CLUB SLAZY 大阪ライブ（2016年12月、梅田芸術劇場 シアター・ドラマシティ）

## TV・ドラマ
- ジオラマ（2013年11月、niconico(生放送)／椿山荘(生上映)）
- 「メサイア」影青ノ章（2015年3月、TOKYO MX ほか）
- ブタイモン（2016年5月1日 - 、TOKYO MX1）

ハンサム落語アワー／おん・てぃーびー「真夜中の弥次さん喜多さん」　隔週放送
- ドキュメント「最遊記歌劇伝－Over the Bullets－」（2016年12月、TOKYO MX）
- 『最遊記歌劇伝』the Movie－Bullets－（2017年1月、最遊記フェスタ2017にて上映）
- Club SLAZY Extra invitation 〜malachite〜（2017年10月 - 2018年3月、TOKYO MX&GYAO!）

## 映画
- 映画版「不毛会議」（2013年1月）
- 「メサイア」漆黒ノ章（2013年8月）
- 「メサイア」深紅ノ章（2015年10月）